# S.O.S.A. (Save Our Streets AZ)
S.O.S.A. (Save Our Streets AZ) – kompilacja amerykańskiego rapera AZ.

## Lista utworów
1. "Intro"
2. "I Don't Give a Fuck Now"
3. "Problems"
4. "Bodies Gotta Get Caught"
5. "Let Us Toast"
6. "Platinum Bars"
7. "Love Me in Your Special Way"
8. "That's Real" (feat. Beanie Sigel)
9. "Animal Skit (You Ain't from Brooklyn)"
10. "It B's Like That" (feat. Animal)

## Użyte sample
- Problems
  - Debarge - "All This Love"
- Let Us Toast
  - Mad Lads - "I Forgot to Be Your Lover"